# Lijst van afleveringen van Grijpstra & De Gier
Dit is een lijst met afleveringen van de Nederlandse politieserie Grijpstra & De Gier.

## Seizoen 1 (2004)
- 1.1 De woongroep (19 maart 2004)

Het bed van Eva (15) is onbeslapen. Ze is spoorloos. Al snel blijken er in de woongroep andere seksuele opvattingen te heersen.
- 1.2 Scheef recht (26 maart 2004)

Terwijl Grijpstra & De Gier toevallig in de gevangenis zijn, valt er een gevangene van de bovenste verdieping naar beneden. Geen van de getuigen wil wat vertellen.
- 1.3 De aangekondigde dood (11 maart 2005)

Rogier van Heesch wordt bedreigd: hij heeft een kogelbrief ontvangen. Cardozo neemt de zaak serieus.
Doede van Heesch, de vader van het slachtoffer, is een goede bekende van de commissaris.
- 1.4 De zaak van het dode kind (25 maart 2005)

Erik Noomen loopt met zijn moeder uit de groentewinkel. Plots klinkt er een schot.
Jan Leeflang, het doelwit, wordt niet geraakt. Wel klinkt er een huilende moeder.
- 1.5 Een indiaan bij volle maan (15 april 2005)

Grijpstra en De Gier vinden een indiaan op de Dam, hij heeft bloed aan zijn handen.
Voor de beide heren is dit een vreemde zaak. Waar komt het bloed vandaan en van wie is het?
- 1.6 Moord op heilige gronden (1 april 2005)

Hetty kijkt naar de televisie: er is een brand in een bejaardentehuis. Ondertussen is er een priester doodgeschoten. Ook heeft de commissaris het erg druk met de brand, zijn nicht is er bij betrokken.
- 1.7 Een Vallende ster (2 april 2004)

De oude zangeres Dora Dorado (gespeeld door Adèle Bloemendaal) valt uit haar stoeltjeslift.
Het lijkt allemaal een doodnormaal ongeluk, maar schijn bedriegt.
- 1.8 Verwoeste levens (9 april 2004)

De jonge moeder José Meulemans wordt dood aangetroffen. De aanblik is gruwelijk, volgens Cardozo gaat het hier om een seriemoordenaar.
- 1.9 Een Klassiek geval (16 april 2004)

Op een middelbare school wordt een lerares mishandeld, zo erg dat ze in het ziekenhuis belandt. Beide agenten gaan op ziekenbezoek en proberen zo te weten te komen hoe dit tot stand kwam.
- 1.10 Net niet (23 april 2004)

Terwijl Rinus net klaar is met douchen, belt er een man aan zijn deur die zegt te worden bedreigd. Rinus gelooft de zaak niet zo totdat er een aanslag op de man wordt gepleegd.
- 1.11 Blinde ambitie (7 mei 2004)

Platenbaas Leon heeft vele ambities, totdat iemand aangifte tegen hem doet van verkrachting.
- 1.12 Een graf vol geheimen (14 mei 2004)

Als De Gier op een dag aan het hardlopen is valt hij in een gat, het blijkt een graf te zijn.
De volgende dag wil Rinus het gat laten zien aan zijn collega; dan vinden ze een lijk.
- 1.13 Welkom thuis! (21 mei 2004)

Crimineel Henk Faanhoff komt vrij uit de gevangenis - eenmaal thuis wordt hij doodgeschoten!
De Gier maakt zich ondertussen zorgen om Hetty. Wat heeft ze te verbergen?

## Seizoen 2 (2005)
- 2.1 Uit naam der liefde (4 maart 2005)

Tijdens een ritje op de fiets komt Rinus in een burenruzie terecht. Tot zijn verbazing komt hij een bekende tegen: zijn oud-buurmeisje Birgit. De volgende dag wordt de buurvrouw dood aangetroffen.
- 2.2 Machteloos (18 maart 2005)

Latisha Godee is een prachtige meid maar niet trouw in de liefde. Tot woede van haar vriend.
Helaas komt daar snel een einde aan: ze wordt dood gevonden. Een zaak voor Grijpstra en De Gier.
- 2.3 Hartzeer (8 april 2005)

Zakenman Rudolf wordt door een nietsvermoedende auto geschept op straat. Hij overleeft de aanrijding.
Rudolf bezit kostbare grond. Is dat het motief van de dader? Of is het zwart geld?
- 2.4 Pleurodira (22 april 2005)

In een vroege ochtend in de haven wordt Marcel met een harpoen doodgeschoten. Voor Grijpstra is het een persoonlijke zaak. De vader van Marcel is een oud-collega van hem.
- 2.5 My funny Valentine (9 september 2005)

Grijpstra is in zijn sas. Hij is precies 25 jaar in dienst. Tijd voor een feestje is er niet, want er wordt ook nog eens een moord gepleegd op jazz-zanger Val Collidge.
- 2.6 Huurmoord (16 september 2005)

Rossier, alleen thuis, opent de deur en ziet een onguur uitziend type staan. De man vertelt hem dat hij vermoord zal worden, maar hij kan hem helpen. Een zaak voor Grijpstra en De Gier.
- 2.7 Het offer (23 september 2005)

De Gier is op weg naar zijn favoriete eet-tentje. Gezellig wordt het niet want er komt vervelend bezoek. De volgende dag is er een moord gepleegd. Het slachtoffer is de eigenaar van De Gier zijn eettent.
- 2.8 De terugkeer (30 september 2005)

Rob Steijn, bankier van de onderwereld, denkt een aflossing van een schuld te krijgen. Verkeerd gedacht: hij wordt in koelen bloede neergeschoten. Eenmaal bij terugkomst op het bureau treft De Gier een mysterieuze man. Het blijkt zijn vader te zijn die weer met hem in contact wil komen.
- 2.9 Stille razernij (7 oktober 2005)

Het zwerfhondje dat Grijpstra & De Gier wel vaker tegenkomen, wordt aangevallen met vuurwerk.
Grijpstra pakt de jochies aan. Intussen is er een moord gepleegd in een ouderensoos.
- 2.10 Modern management (14 oktober 2005)

Karin Mijbrecht ondergaat therapeutische sessies om een trauma te verwerken. Ze heeft herinneringen dat haar vader haar heeft aangerand. Haar vader ontkent alles en wil graag een bloedtest.
- 2.11 Onthechting (21 oktober 2005)

Monnik Ananda is dood aangetroffen in zijn tempel. Een zaak voor Grijpstra en De Gier: wie heeft die vredelievende monnik vermoord? Was het haat of is er iets anders in het spel?
- 2.12 Tot de dood ons scheidt (28 oktober 2005)

De tante van Grijpstra is gewurgd. Het lijkt op roofmoord, want haar juwelenkistje is verdwenen. Of is er toch een andere reden voor haar dood?
- 2.13 Nachtwerk (4 november 2005)

Een man ziet op een avond dat twee mensen een lichaam dumpen. Het slachtoffer blijkt nog te leven.
De volgende ochtend komt de vriendin van Cardozo op het bureau. Simon Cardozo wordt vermist...

## Seizoen 3 (2006)
- 3.1 Eenzame hoogte (1 september 2006)

Rechercheur (leermeester van Grijpstra) Arie Mutsaars zit met zijn maat Harry de Beer in de auto voor een privé-klus.  De volgende dag wordt de maat van Arie in de haven gevonden. Zijn rechterarm mist.
- 3.2 Geld stinkt! (8 september 2006)

In het water wordt het lijk van een naakte jongen gevonden. De Gier wil de zaak onderzoeken tot Grijpstra een telefoontje krijgt: de belegger van zijn spaargeld gaat failliet. Op het bureau spelen intussen hele andere zaken...
- 3.3 Dodelijk toeval (15 september 2006)

In de supermarkt betrapt De Gier een winkeldievegge die niet veel later wordt gedood. Op het bureau is weer een nieuwe Hetty verschenen. De Gier heeft iets heel anders aan zijn hoofd. Poes Olivier is ernstig ziek geworden van het kattenvoer uit de supermarkt.
- 3.4 De dood van een callgirl (22 september 2006)

Callgirl Donatella heeft ruzie op het dak van een parkeergarage. Na een worsteling valt ze van het dak en sterft ze onmiddellijk. Wie wilde haar weg hebben en wat was zijn of haar reden?
- 3.5 Tunnel (29 september 2006)

Op een avond staat Melanie Schutter te wachten op haar afspraak in het park.
De volgende dag wordt haar lichaam gevonden. Haar schedel is ingeslagen met een stoeptegel.
- 3.6 Ain't misbehavin' (6 oktober 2006)

Op het bureau wordt Milan, een van de kopstukken van een drugskartel verhoord. Wanneer Grijpstra en De Gier achter de arrestantenwagen (met hierin Milan) rijden, zien ze dat de auto wordt overvallen. Grijpstra schiet terug, Maar als De Gier schiet raakt hij per ongeluk een hotdog-verkoper.
- 3.7 Ladykiller (13 oktober 2006)

Grijpstra en De Gier onderzoeken de moord op een mooie clubzangeres, met een ander geslacht.
Was hij of zij niet te oud of speelt er iets anders?
- 3.8 De kennis van het omgekeerde (20 oktober 2006)

Op de Eerste Hulpdienst komt een echtpaar binnen. De vrouw overleeft de steekpartij maar de man overlijdt door een hartaanval. Hoe en wat is er gebeurd? Een zaak voor Grijpstra en De Gier.
- 3.9 Lekkere jongens (8 december 2006)

Op z'n gemak zoekt Grijpstra naar een adres waar hij iets op moet halen. In de lift wordt Grijpstra lastiggevallen door een groep jongeren die zijn pistool en ID stelen. Later wordt er een moord gepleegd. Het moordwapen is het pistool van Grijpstra.
- 3.10 De afrekening (15 december 2006)

Jazz merkt op een avond dat haar zoontje Miles niet thuis is gekomen. In paniek belt ze Grijpstra op, hij moet haar helpen bij het vinden van haar zoontje. Maar terwijl ze aan de telefoon haar verhaal doet, krijgt ze een dreigend mailtje binnen.

## Seizoen 4 (2007)
- 4.1 Kat en muis (23 februari 2007)

Een jonge psychologe heeft zich gespecialiseerd in het gedrag van criminelen. Zelf heeft ze ook vreemde gewoonten: iedere minnaar met wie ze het bed heeft gedeeld, is kort daarna overleden. 
- 4.2 Jailhouse Rock (2 maart 2007)

Voddenboer Kees doet aangifte van een inbraak in zijn loods. Tussen alle troep wordt het lijk van een vrouw gevonden. Voor haar dood heeft ze de naam van GRIJPSTRA in de kist gekerfd.
- 4.3 Illegaal (9 maart 2007)

Na een anonieme melding over een donkere man die bij een apotheek zou gaan inbreken, is de politie snel ter plaatse. Ze vinden de man op de stoep voor de apotheek. Hij heeft erg veel pijn. De dokter wordt onmiddellijk gebeld, maar voor deze arriveert is de man al overleden.
- 4.4 Tussen hemel en aarde (16 maart 2007)

Vlinder is in de jaren tachtig undercover journaliste in de Amsterdamse kraakscene. Na een feest verdwijnt ze van de aardbodem. Het was de eerste zaak die de commissaris ooit kreeg. En omdat hij over een paar maanden verjaart wil hij nog één poging doen om de zaak op te lossen.
- 4.5 Tussen twee vuren (23 maart 2007)

Een Oost-Europese man wordt aangereden door een auto, maar hij overleeft het. De man droeg geen enkele identificatie bij zich maar wel een pistool en een adres.
- 4.6 Carpe diem (30 maart 2007)

Een ongeduldige man in de rij bij Puk vraagt naar Grijpstra. Puk vertelt hem te wachten. De Gier vertelt hem dat Grijpstra een dagje met zijn vrouw in Duitsland zit. Op het kantoor van De Gier heeft hij dan ook een onaangename verrassing...
- 4.7 Fijne wedstrijd (6 april 2007)

Rinus de Gier wordt ruw uit bed gebeld door een vroegere vlam. De vlam, advocate Elise, zou graag bij hem logeren. Intussen is Grijpstra met een zaak bezig waarbij een viagrapil een andere uitwerking had dan de bedoeling was.
- 4.8 One for the road (13 april 2007)

Nico Snoek, garagehouder, vriend en informant van De Gier heeft een tip voor hem. Snoek heeft achter in een auto een pistool gevonden. De volgende dag wordt Snoek dood aangetroffen in zijn garage.
- 4.9 Van harte aanbevolen (20 april 2007)

De Rotterdamse rechercheur Peter Smaalders staat al vroeg in het kantoor van Grijpstra en De Gier.
Smaalders wil praten over de vermiste Rotterdammer Rob Weerman.
- 4.10 Für Elise (27 april 2007)

In het drukke Amsterdam valt een man op de grond met een hoofdwond en overlijdt. In het huis zijn twee schilderijen verdwenen, dus alles wijst op een inbraak. Of toch niet?